# Goleta (geslacht)
Goleta is een geslacht van spinnen uit de familie springspinnen (Salticidae).

## Soorten
De volgende soorten zijn bij het geslacht ingedeeld:
- Goleta peckhami Simon, 1900
- Goleta workmani (Peckham & Peckham, 1885)